# Cantonul Machecoul-Saint-Même
Cantonul Machecoul este un canton din arondismentul Nantes, departamentul Loire-Atlantique, regiunea Pays de la Loire, Franța.

## Comune
- La Marne
- Machecoul (reședință)
- Paulx
- Saint-Étienne-de-Mer-Morte
- Saint-Mars-de-Coutais
- Saint-Même-le-Tenu